# Paratus hamatus
Espèce
Paratus hamatus est une espèce d'araignées aranéomorphes de la famille des Liocranidae.

## Distribution
Cette espèce est endémique du Yunnan en Chine,. Elle se rencontre dans le xian de Tengchong.

## Description
Le mâle holotype mesure 3,58 mm et les femelles de 3,58 à 4,03 mm.

## Publication originale
- Mu & Zhang, 2018 : Description of two new species of Paratus Simon, 1898 from southern China (Araneae: Liocranidae). Zootaxa, no 4508(1), p. 141-150.